# Thomas Degeorge
Christophe Thomas Degeorge (Blanzat, 8 ottobre 1786 – Clermont-Ferrand, 21 novembre 1854) è stato un pittore francese.

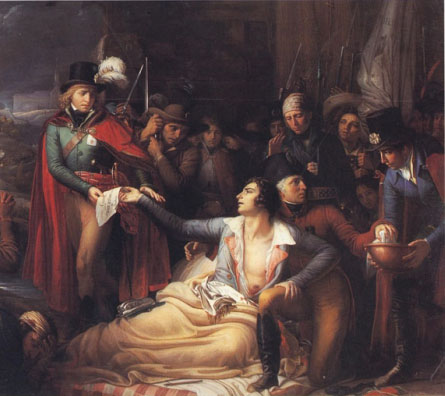
La morte di Bonchamps

Uno spazio nel museo d'arte Roger-Quilliot a Clermont-Ferrand è in gran parte dedicato a questo allievo di Jacques-Louis David.

## Biografia
Era figlio di un avvocato, Annet François Degeorge, che più tardi (1831-1841) fu giudice di pace a Clermont-Ferrand, e di Gilberte Vigeral, figlia di un notaio di Vertaizon . Fin dall'infanzia, mostrò predisposizioni per il disegno. A otto anni, fu affidato a un rinomato maestro di disegno a Clermont, Gault de Saint-Germain  e all'età di dodici anni, era capace realizzare ritratti molto somiglianti e realizzati con meticolosità. A sedici anni, entrò a far parte della bottega di David.
Gilbert Chabrol de Volvic, allora prefetto della Senna, gli affidò la creazione di numerosi dipinti per chiese a Parigi: Una sepoltura di Cristo, il martirio di San Giacomo Minore, un Cristo alla colonna. Affrescò figure allegoriche per la sala delle udienze del tribunale commerciale di Parigi; assistette Vinchon per l'esecuzione degli affreschi nella cappella di Saint-Maurice nella chiesa di Saint-Sulpice. Non riuscì ad emergere, forse a causa di una malattia, nella competizione per il Prix de Rome.
Qualche tempo prima della Rivoluzione del 1830, iniziò la Morte di Bonchamps, il cui tema corrispondeva a una scelta personale e non ad una commissione; ma il soggetto, dopo gli eventi di luglio, non era più in accordo con lo spirito del tempo e ne interruppe la realizzazione. Non lo completò fino al 1837 per presentarlo poi alla mostra del Louvre; Marthe-Camille Bachasson, per paura di suscitare passioni politiche, rifiutò il dipinto ma, poco dopo, per conto dello Stato, acquistò l'opera che apprezzò a livello artistico, e la offrì alla città di Clermont-Ferrand. In compenso, affidò a Degeorge la realizzazione del Cristo nel Giardino degli Ulivi, per la chiesa di Sancerre.
In questo periodo, Degeorge lasciò Parigi e si stabilì a Clermont dove realizzò numerosi ritratti di personaggi della regione come Montlosier, il sindaco di Clermont Antoine Blatin, il primo presidente della Corte d'appello di Riom, Grenier e del generale Beker. Dipinge anche figure di ispirazione rurale: il mietitore, il piccolo spigolatore.
Fu nominato cavaliere della Legion d'onore e membro dell'Accademia delle scienze, lettere e arti di Clermont-Ferrand.
Aveva sposato Antoinette Jeanne Delmas de Grammont e lasciò in eredità alla città di Clermont-Ferrand i fondi del suo laboratorio (una sessantina di dipinti e due quaderni di schizzi).

## Opere

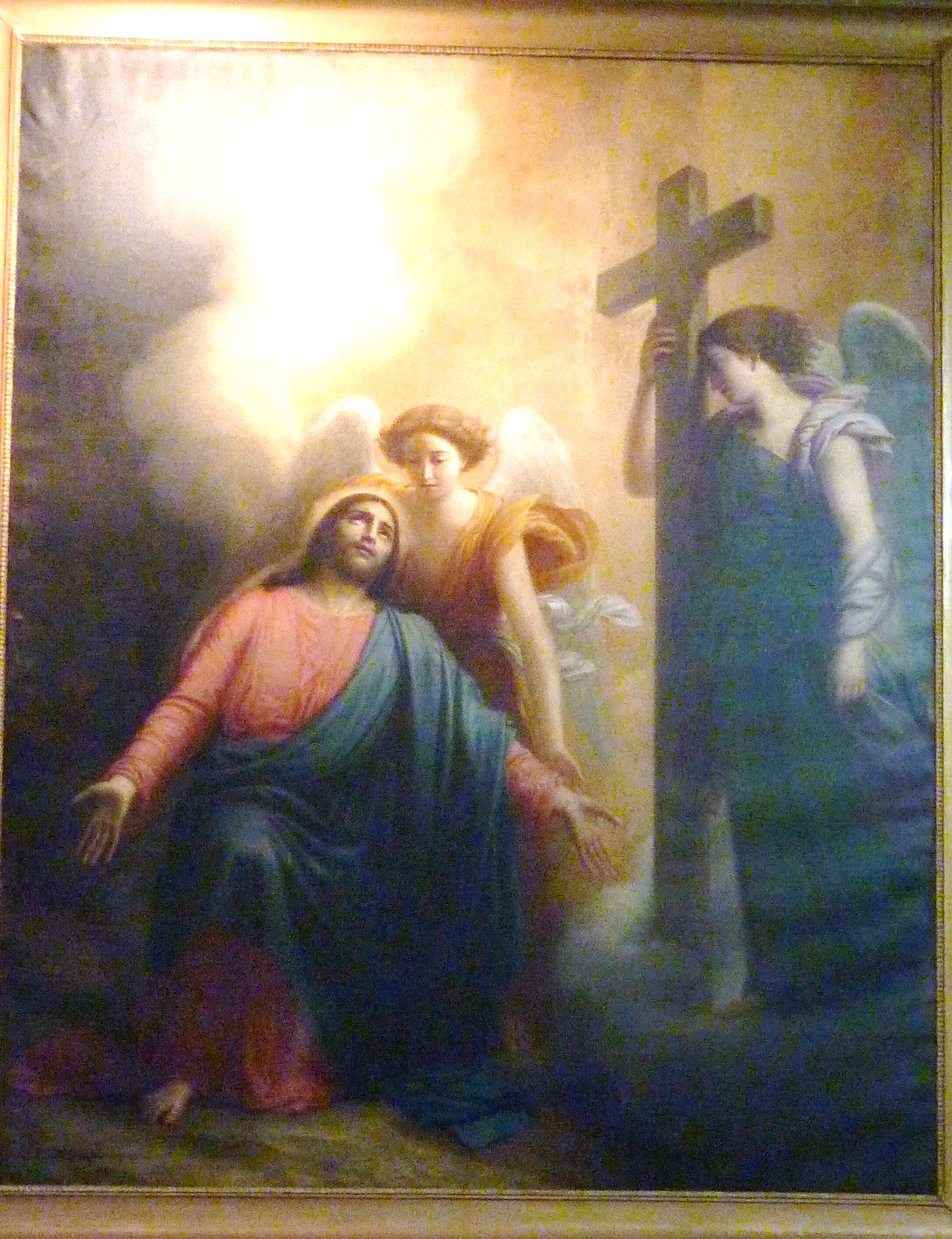
Cristo nel giardino degli ulivi (1841)

- Cristo alla colonna, Parigi, chiesa di Saint-Jean-Saint-François.
- Ritratto di Chateaubriand, Châtenay-Malabry, casa di Châteaubriand.
- Molti dipinti tra cui Mort de Bonchamp, schizzo ; Ritratto di Madame Degeorge (1838); Portrait of Madame Delaval (1838) (venduto al pubblico nel 2011 [3] ); Ritratto di Antoine Blatin (acquisito nel 2007 [4] ); Il piccolo Gleaner ; Il mietitore e la ragazza ; Diagora di Rodi portato in trionfo dai suoi figli ad Olympia, Clermont-Ferrand, museo d'arte Roger-Quilliot ; disegni, studi.
- Morte di Bonchamp, museo dipartimentale della Vandea.
- Cristo nel giardino degli ulivi (1841), Sancerre, chiesa di Notre-Dame. Un altro dipinto sullo stesso tema nella chiesa di Saint-Julien-de-Coppel (Puy-de-Dôme).
- Baron Grenier, Riom, Courthouse [5] .